# Gonospira funiculus
Espèce
Statut de conservation UICN

  LC  : Préoccupation mineure
Gonospira funiculus est une espèce de mollusque gastéropode terrestre de la famille des Streptaxidae. Cette espèce est endémique de La Réunion.